# Chantilly-Spitze

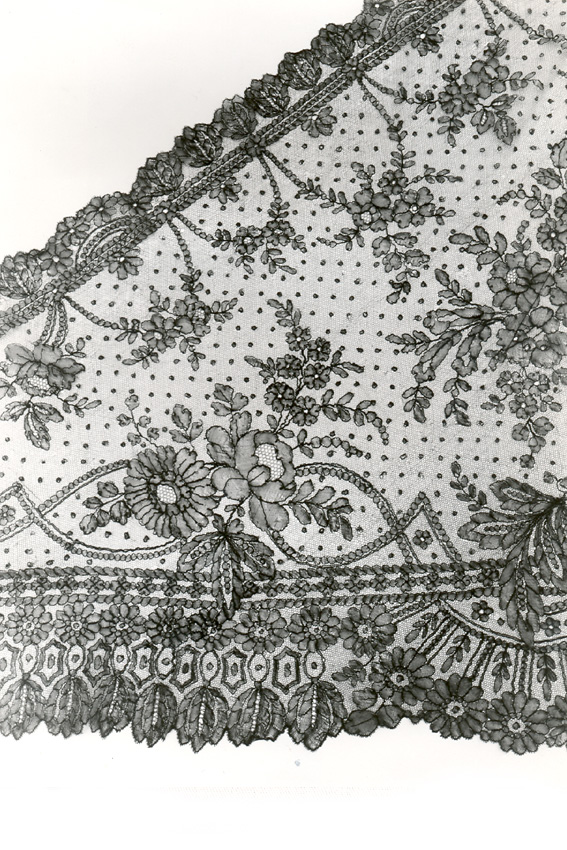
Schal aus Chantilly-Spitze – Sammlung im Modemuseum Antwerpen

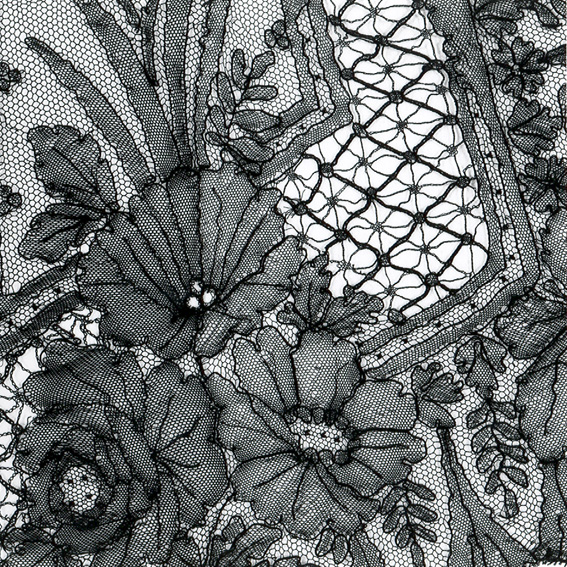
Chantilly-Spitze, Detailansicht – MoMu, Antwerpen

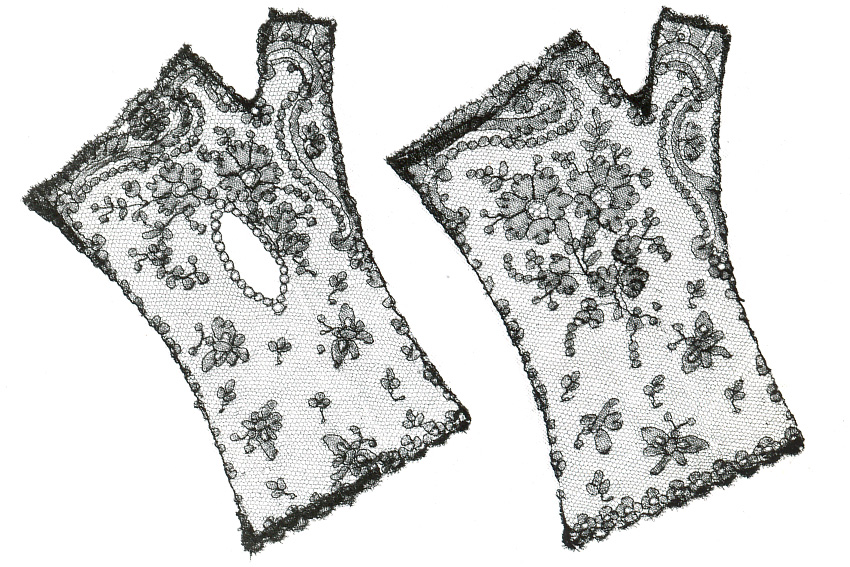
Handschuhe aus Chantilly-Spitze – MoMu, Antwerpen

Chantilly-Spitze ist eine (ursprünglich) handgefertigte Klöppelarbeit, welche nach dem Ort seiner Entstehung, der französischen Stadt Chantilly im Département Oise, benannt ist. Die berühmte Spitze aus Seide wurde erstmals im 18. Jahrhundert bekannt. Chantilly-Spitze wurde auch im 19. Jahrhundert produziert, stammte dann aber vornehmlich aus Bayeux in Frankreichs Norden und aus der belgischen Stadt Geraardsbergen.:31

## Fertigungsweise
Die Chantilly-Spitze ist bekannt für ihren feinen Tüllgrund, florale Muster und die vielen Details. Zwischen den Motiven finden sich leichte Ziergründe. Der Halbschlag wird mit einem Zierfaden umgeben und die Muster mit Cordonnet, einem flachen nicht verzwirbelten Faden, gestaltet.:31 Die besten Chantilly sind aus Seide gemacht und waren bevorzugt schwarz,:28 was es gestattete sie zur Trauerkleidung zu nutzen. Es gab aber auch weiße Chantilly, zwar wahlweise auch in Leinen, jedoch war auch hier das bevorzugte Material Seide.:28 Großen Absatz fanden die Stücke in Spanien und auf dem amerikanischen Kontinent. Chantilly und die spanischen Spitzen (die Verwendung cremefarbener Seide dort wird als Blonde Spitze (span. Blonda) bezeichnet) waren die beliebtesten schwarzen Spitzen. Weiße Chantilly war das Standardprodukt. Eine weitere Auffälligkeit der Chantilly-Spitze ist die Verwendung eines Halb- und Ganzstichs als Füllung, um im, zumeist floralen, Muster die Wirkung von Licht und Schatten zu verstärken. Der Hintergrund, der réseau, war in der Form eines sechseckigen Sterns und wurde mit demselben Faden gemacht, wie das Muster, im Gegensatz zu den ansonsten ähnlichen blonden Spitzen. Die Spitze wurde inca. 10 Zentimeter breiten Streifen produziert und später mit einer unsichtbaren Naht zusammengefügt.:31
Chantilly-Spitze war im 19. Jahrhundert recht beliebt, weil jede sich modisch kleidende Frau einen schwarzen oder weißen Schal aus Brüsseler oder Genter Fertigung besaß.

## Geschichte
Im 17. Jahrhundert förderte die ortsansässige Duchesse de Longueville (siehe auch Schloss Chantilly) die Herstellung von Spitze in Chantilly. Die Nähe zur Modestadt Paris war hier ein weiterer Vorteil. Während der Ära Ludwigs XV. und Ludwigs XVI. gewannen die Produkte aus Chantilly zunehmend an Popularität; insbesondere Ludwigs XV. Mätresse Madame du Barry und die Ehefrau Ludwigs XVI. Marie Antoinette erfreuten sich an diesen Stoffen. Als 1789 die Französische Revolution begann, sank die Nachfrage nach Spitze. Die Spitzenmacher wurden nun als die Hersteller dieser Luxuswaren als Günstlinge des Adels betrachtet und viele der Handwerker aus Chantilly fanden unter der Guillotine den Tod. Dies führte dann auch zum vorläufigen Ende der Spitzenmanufaktur in Chantilly.
Zwischen 1804 und 1815 begünstigte Napoleon Bonaparte die Wiederaufnahme einer Spitzenmanufaktur. Jedoch konzentrierte sich diese nun im Bereich der Stadt Bayeux in der Normandie. Auch wenn die Produktion nun kaum noch in Chantilly stattfand, wurden die Techniken und Muster weiterhin verwendet und unter dem bekannten Namen Chantilly vermarktet. Um das Jahr 1830 erreichte die Chantilly-Spitze den Höhepunkt ihrer Beliebtheit. und später noch einmal in den 1860er Jahren. Hierbei war die aufgenommene Produktion auch in Geraardsbergen mitverantwortlich.
1808 entwickelte John Heatcoat in Nottingham die erste Bobinet-Wirk-Tüll-Maschine (von engl.: bobbin für Spule und net für Netz, bzw. Tüll). Damit war man nun in der Lage, schnell und effizient Tüll zu wirken.
Ab 1835 wurde die maschinelle Erzeugung von Spitze entwickelt. Die einige Jahre zuvor nach Calais geschmuggelten Bobinet-Maschinen des Herstellers John Leaver (eigentlich Lever, jedoch der französischen Aussprache willen um ein a ergänzt), welcher Heatcotes Ideen weiter entwickelte, wurden durch eine Kombination mit Jaquard Lochkarten-Steuerungen perfektioniert. Hierdurch war es nun erstmals möglich, statt einfacher Wirkmuster nun auch Tülle mit hoher Muster-Komplexität mechanisch zu fertigen. Die so maschinell hergestellten Spitzen ahmen die ursprünglich in händischer Klöppelarbeit gefertigten Chantilly-Spitzen oder Valenciennes-Spitze nach und waren von handgemachter Ware kaum noch zu unterscheiden.
Die Leavers-Maschinen, wie man sie oft auch nennt, und Leavers-Spitzen waren bis ca. 1914 führend auf dem Gebiet der Spitzenerzeugung. Seit ungefähr der Mitte des 20. Jahrhunderts wird diese Ware jedoch zum großen Teil auf den produktiveren Raschelmaschinen hergestellt. Bei auf solchen Maschinen hergestelltem Tüll handelt es sich jedoch nicht mehr um echten Bobinet-Tüll, sondern um Wirktüll.

## Trivia
Durch das 1958 veröffentlichte Lied Chantilly Lace (engl. für Chantilly-Spitze) des US-amerikanischen Sängers Big Bopper wurde der (englische) Begriff weltweit auch jenseits der Kennerschaft von Spitze populär.